# Coptosapelta diffusa
Coptosapelta diffusa är en måreväxtart som först beskrevs av John George Champion och George Bentham, och fick sitt nu gällande namn av Cornelis Gijsbert Gerrit Jan van Steenis. Coptosapelta diffusa ingår i släktet Coptosapelta och familjen måreväxter. Inga underarter finns listade i Catalogue of Life.